# Городок на Ловати (Новгородская область)
Городок на Ловати — городище железного века в деревне Городок Новгородской области.
Находится в южном Приильменье на территории Федорковского сельского поселения Парфинского района, в междуречье Ловати, Полы и Черёнки.
Городище железного века выявили раскопки, проведённые экспедицией Новгородского пединститута в 1958 году. С. Н. Орлов указывал на близость керамического комплекса этого памятника железного века керамике с городища в урочище Подгай.